# 埃爾米拉格羅區
5°38′06″S 78°33′40″W / 5.63500°S 78.56111°W
埃爾米拉格羅區（西班牙語：Distrito de El Milagro），是秘魯的一個區，位於該國北部亞馬遜大區的烏特庫班巴省，面積313.9平方公里，海拔高度396米，2005年人口6,527，人口密度每平方公里21人。